# Cultripalpa
Cultripalpa là một chi bướm đêm thuộc họ Erebidae.

## Các loài
- Cultripalpa partita Guenée, 1852